# Jean Bernard (homme politique, 1923-2004)
Pour les articles homonymes, voir Bernard et Jean Bernard.
Jean Bernard, (de son nom complet Jean Maurice Bernard) né le 22 septembre 1923 à Brabant-lès-Villers (Meuse) et mort le 3 juillet 2004 à Bar-le-duc (Meuse), est un homme politique français.

## Biographie
Il est élu député de la 1re circonscription de la Meuse le 11 mars 1973, n'est pas réélu en 1978, mais retrouve son poste lors de l'élection du 21 juin 1981.
Il est aussi maire de Bar-le-Duc de mars 1971 à juin 1995, conseiller général du canton de Bar-le-Duc-Nord de septembre 1973 à mars 1992 et conseiller régional pendant près de 20 ans jusqu'en mars 1992.
Il a été professeur d'allemand au lycée Raymond-Poincaré de Bar-le-Duc.
Le 1er avril 2010, en son honneur, le conseil municipal de Bar-le-Duc décide de renommer le stade Marbeaumont en stade Jean Bernard, ainsi que la rue qui y mène.

## Distinctions[1]
- Chevalier de la Légion d'honneur
- Ordre du Mérite de la République fédérale d'Allemagne

## Détails des fonctions et mandats

### Mandats parlementaires
- Assemblée Nationale
  - 2 avril 1973 - 2 avril 1978 : Député de la 1re circonscription de la Meuse (Ve législature)
  - 2 juillet 1981 - 1er avril 1986 : Député de la 1re circonscription de la Meuse (VIIe législature)

### Mandats locaux
- Conseil régional
  -  ? - 22 mars 1992 : Conseiller régional

- Conseil général
  - 30 septembre 1973 - 25 mars 1979 : Conseiller général du canton de Bar-le-Duc-Nord
  - 25 mars 1979 - 17 mars 1985 : Conseiller général du canton de Bar-le-Duc-Nord
  - 17 mars 1985 - 29 mars 1992 : Conseiller général du canton de Bar-le-Duc-Nord

- Mairie
  - mars 1971 - mars 1977 : Maire de Bar-le-Duc
  - mars 1977 - mars 1983 : Maire de Bar-le-Duc
  - mars 1983 - mars 1989 : Maire de Bar-le-Duc
  - mars 1989 - juin 1995 : Maire de Bar-le-Duc